# Marmario

Mapa de Eubea con la ubicación de algunas de sus principales ciudades en la Antigüedad donde figura Marmario en la parte meridional de la isla.

Marmario (en griego, Μαρμάρι) es el nombre de una antigua ciudad griega de Eubea.
Estrabón la ubica cerca de Caristo, Estira y el monte Oque. Allí se encontraba una cantera de mármol de donde procedían las columnas caristias. Había también un santuario de Apolo Marmárino y era el punto de partida para cruzar el estrecho que separaba Eubea de Grecia continental y llegar a Halas Arafenides.
En la actualidad hay una población moderna que conserva su mismo nombre.